# حلق حوش (فلم)
حلق حوش هو فيلم مصري عرض عام 1997، بطولة ليلى علوي ومحمد هنيدي وعلاء ولي الدين وماجدة الخطيب، من تأليف بشير الديك ومن إخراج محمد عبد العزيز.

## القصة
يحكي الفيلم عن ثلاث شخصيات تعيش فوق سطح إحدى العمارات الذي يطل على دار سينما صيفية. يسعون جاهدين للبحث عن عمل يساعدهم في الحصول على لقمة العيش، إلا أن سوء الحظ لا يفارقهم. يقرر الرفاق الثلاثة بعد أن أعيتهم الظروف وفشلت مشاريعهم جميعًا أن يسرقوا بنكًا صغيرًا مقلدين فيلمًا أجنبيًا شاهدوه بالسينما الصيفية التي يطل عليها سطح منزلهم وتتوالى الأحداث.

## طاقم التمثيل
- ليلى علوي: (شادية)
- محمد هنيدي: (فرج)
- علاء ولي الدين: (حسونة)
- ماجدة الخطيب: (أم نفيسة)
- عبير الشرقاوي: (سوسو موظفة البنك)
- عبد الله فرغلي: (والد سوسو)
- نهى العمروسي: (بخاطرها - الراقصة)
- يوسف داود: (المقدم عزت)
- فؤاد خليل: (لمعي مدير البنك)
- فتوح أحمد: (رفقي)
- سيد صادق: (معلم السلاح)
- صفوة
- انتصار: (السكرتيرة)
- محمد شرف: (صاحب المنزل)
- ثريا إبراهيم: (صاحبة حوالة الكويت)
- عثمان عبد المنعم: (زبون الكباريه)
- حسن الديب: (صبي الراقصة)
- أحمد أبو عبية
- بدرية عبد الجواد
- سيد جبر
- مصطفى عكاشة
- حسان العربي
- رضا إدريس: (رمضان ساعي البنك)
- أحمد عيد: (خيري حارس أمن البنك)
- رأفت راجي
- لطفي منصور
- حسين عرعر
- عادل عمار: (الطبيب)
- مي عفيفي: (طفلة)
- محمد علي: (طفل)
- محمد أحمد السبكي: (طفل)